# Cavalo (álbum)
Cavalo é o primeiro álbum solo do cantor Rodrigo Amarante, lançado em setembro de 2013 no Brasil, pela Som Livre, e em maio de 2014 ao redor do mundo, pela Easy Sound.

## Antecedentes e gravação
Apos a pausa por tempo indeterminado do Los Hermanos, em 2007, Amarante passou a se dedicar à Orquestra Imperial, e ao grupo Little Joy, que fundou junto com Fabrizio Moretti e Binki Shapiro. Após o lançamento do primeiro álbum do trio em 2008, a banda ficou em turnê pelo Brasil e pelo mundo até 2009.
Morando em Los Angeles, em um lugar onde era desconhecido, Amarante então começou a escrever sobre esse "exílio", e a conhecer novamente sua natureza, dando forma ao que se tornaria Cavalo.
O disco foi gravado em Los Angeles e no Rio de Janeiro em 2012 e contém faixas cantadas em três idiomas distintos: português, inglês e francês, além de alguns versos em japonês na faixa-título. Amarante gravou sozinho a maior parte do disco, que conta a participação de antigos companheiros de banda, como Rodrigo Barba, Fabrizio Moretti e Devendra Banhart.

## Crítica e recepção
| Críticas profissionais                                                      | Críticas profissionais |
| Avaliações da crítica                                                       | Avaliações da crítica  |
| Fonte                                                                       | Avaliação              |
| --------------------------------------------------------------------------- | ---------------------- |
| allmusic                                                                    | [ 2 ]                  |
| Omelete                                                                     | [ 3 ]                  |
| Rolling Stone                                                               | [ 4 ]                  |
| Tenho Mais Discos que Amigos!                                               | 8/10                   |
| Esta tabela precisa de ser acompanhada por texto em prosa. Consulte o guia. |                        |

O disco recebeu no geral críticas positivas, a Revista Rolling Stone colocou o álbum na sexta posição entre os melhores discos nacionais de 2013. Em lista similar no site Tenho Mais Discos que Amigos!, Cavalo apareceu na quarta posição. Em 2014 o álbum foi eleito pelo jornal português Público o quinto melhor disco do ano. Já a revista britânica MOJO elegeu o disco como o terceiro melhor do ano na categoria "World".

## Turnê e promoção
Três singles foram lançados para Cavalo: "Maná", "Hourglass" e "Tardei". Videoclipes foram lançados via internet para todos os singles.
A turnê de Rodrigo Amarante começou em maio de 2013 pelos Estados Unidos, antes mesmo do lançamento de Cavalo, quando Amarante abriu os shows de Devendra Banhart. Para essa parte da turnê, Amarante dividiu a banda com Devendra, formado por Fabrizio Moretti, Todd Dahholff e Josiah Steinbrick, se revezando nos instrumentos.
Em setembro de 2013, já com o disco lançado, Amarante iniciou a turnê de Cavalo pelo Brasil. Com uma banda formada por Rodrigo Barba (bateria), Gabriel Bubu (guitarra), Gustavo Benhjão (baixo) e Lucas Vasconcellos (teclados), Amarante tocou em 8 cidades diferentes entre setembro e novembro, e depois ainda abriu alguns concertos para Devendra Banhart na América do Sul.
Com uma banda diferente, formada por Todd Dalhoff (baixo e teclados), Matt Borg (guitarra e teclados) e Matthew Compton (bateria), em 2014 Rodrigo excursionou com Cavalo pelos Estados Unidos e pela Europa tocando em mais de 20 países diferentes. A turnê retornou para o Brasil em novembro e, logo após, no início de 2016, quando foi encerrada em três apresentações no Sesc Pinheiros, em São Paulo.

## Lista de Faixas
Todas as faixas compostas por Rodrigo Amarante.
| N.º            | Título         | Duração |  |
| 1.             | "Nada em Vão"  | 3:05    |  |
| 2.             | "Hourglass"    | 3:32    |  |
| 3.             | "Mon Nom"      | 4:08    |  |
| 4.             | "Irene"        | 3:17    |  |
| 5.             | "Maná"         | 2:39    |  |
| 6.             | "Fall Asleep"  | 3:19    |  |
| 7.             | "The Ribbon"   | 4:49    |  |
| 8.             | "O Cometa"     | 2:52    |  |
| 9.             | "Cavalo"       | 2:36    |  |
| 10.            | "I'm Ready"    | 3:49    |  |
| 11.            | "Tardei"       | 3:33    |  |
| Duração total: | Duração total: | 37:39   |  |

## Créditos
- Rodrigo Amarante - arranjos, composição, engenheiro de som, vocais, instrumentação
- Devendra Banhart - coro
- Adam Green - coro
- Josiah Steinbrick - coro
- Kristen Wiig - coro
- Todd Dahlhoff - baixo
- Fabrizio Moretti - coro, bateria
- Rodrigo Barba - bateria
- Joel Virgel - djembe
- Hiromi Konishi - vocais
- Noah Georgeson - sintetizador, engenheiro, mixagem, produtor,
- JJ Golden - masterização
- Samur Khouja - engenheiro[1]